# Gusino (wieś w rejonie krasninskim)
Gusino (ros. Гусино) – rosyjska wieś (ros. деревня, trb. dieriewnia), centrum administracyjne gusińskiego osiedla wiejskiego w rejonie krasninskim (obwód smoleński).

## Geografia
Miejscowość położona jest przy drodze federalnej R135 (Smoleńsk – Krasnyj – Gusino), 1 km od drogi magistralnej M1 «Białoruś», 19 km od centrum administracyjnego rejonu (Krasnyj), 44 km od Smoleńska. We wsi znajduje się stacja kolejowa Gusino.
W granicach miejscowości znajdują się ulice: Pocztowyj jaszczik 1, Diekabristow, Drużnaja, Internacyolnaja, Jużnaja, Komsomolskaja, Krasnoarmiejskaja, Krasnoarmiejskij pierieułok, Krasnogwardiejskaja, Krasnofłotskaja, Lesnaja, Lesnoj pierieułok, Ługowaja, Mira, Miczurina, Mołodiożnaja, Mołodiożnyj pierieułok, Nieftianikow, Oktiabrskaja, Oktiabrskij pierieułok, Pierwomajskaja, Pierwomajskij pierieułok, Proletarskaja, Siewiernaja, Siewiernyj pierieułok, Sowietskaja, Sowietskij pierieułok, Staryj kirpicznyj zawod, Stroitielej, Tekstilszczikow, Wokzalnaja.

## Demografia
W 2010 r. miejscowość zamieszkiwały 2843 osoby.

## Historia
Oficjalnie uważa się, że Gusino powstało w 1906 roku, ale w archiwum państwowym obwodu smoleńskiego (GASO) znajduje się dokument nr 781, według którego miejscowość była znana już w czasach Wielkiego Księstwa Litewskiego pod nazwą Gustienio.
W 1926 roku miejscowość zamieszkiwało 427 Żydów (60 proc. całej populacji). W latach okupacji hitlerowskiej powstało getto koncentrujące 200 – 270 mieszkańców narodowości żydowskiej. Składało się z trzech domów i było ogrodzone drutem kolczastym. Żydzi zmuszani byli do pracy m.in. przy rozładunku wagonów i odśnieżaniu torów. Pierwsze mordy miały miejsce we wrześniu 1941 roku – 8 ofiar, a większość mieszkańców getta została zamordowana na początku lutego 1942 roku. Gusino zostało zajęte przez Armię Czerwoną pod koniec 1943 roku.